# August Priske
August Priske Flyger (* 23. März 2004) ist ein dänischer Fußballspieler. Er spielt bei Djurgårdens IF. Des Weiteren ist Priske auch dänischer Nachwuchsnationalspieler.

## Karriere

### Verein
August Priske wuchs unter anderem in Kopenhagen und Aarhus auf, bevor er in den Ort Gedved zwischen Horsens und Skanderborg zog. Er spielte bei Stensballe IK sowie in der Jugendabteilung vom AC Horsens, bevor er über den Umweg beim FC Kopenhagen zum FC Midtjylland wechselte. Kurz vor Ende des Sommertransferfensters der Saison 2021/22 wechselte Priske auf Leihbasis in die Niederlande zur PSV Eindhoven und verlängerte gleichzeitig seinen Vertrag beim FCM bis zum 30. Juni 2024. Am 10. Januar 2022 gab er beim 5:1-Sieg im Zweitligaspiel gegen Almere City FC sein Debüt für die zweite Mannschaft und erzielte hierbei auch ein Tor. Insgesamt war er in seiner ersten Saison in Eindhoven im Punktspielbetrieb für die zweite Mannschaft lediglich 13 Mal zum Einsatz gekommen, immer als Einwechselspieler. 
Im Sommer 2022 wurde der Leihvertrag um ein weiteres Jahr verlängert. In der Folge kam Priske regelmäßiger zum Einsatz, war aber auch oftmals kein Startelfspieler. Sein Leihvertrag lief aus, woraufhin er zum FC Midtjylland zurückkehrte. Im August 2023 verlängerte August Priske seinen Vertrag bei den Dänen und wechselte daraufhin auf Leihbasis zum FC Eindhoven, dem Stadtrivalen seines ehemaligen Vereins PSV. Zuvor, am 6. August 2023, hatte er bei der 1:4-Niederlage im Auswärtsspiel in der Superligaen gegen Lyngby BK sein erstes Spiel für die Profimannschaft des FC Midtjylland absolviert.
Im August 2024 wechselte Priske zu Djurgårdens IF.

### Nationalmannschaft
Am 1. Juni 2022 gab August Priske beim 5:0-Sieg im Testspiel in Budaörs gegen Ungarn sein Debüt für die U18-Nationalmannschaft Dänemarks. Er spielte für diese Altersklasse in insgesamt zwei Partien. Am 18. November 2022 absolvierte Priske sein erstes Spiel für die dänische U19. Am 8. September 2023 gab er schließlich sein Debüt in der U20.

## Familie
August Priskes Vater Brian war dänischer Nationalspieler und ist derzeit Trainer von Feyenoord Rotterdam.